# لمور سیاه
لمور سیاه (نام علمی: Eulemur macaco) نام یک گونه از تیره لموریان است.